# Декларація про суверенітет Каталонії
Деклара́ція про сувереніте́т і пра́во наро́ду Катало́нії на самови́значення — декларація, ухвалена Парламентом Каталонії 23 січня 2013 року.
У Декларації, з якої розпочинається процес здійснення права на самовизначення Каталонії, береться зобов'язання провести референдум у 2014 році. Дві основні політичні партії автономної області — Конвергенція та Єднання та Республіканська лівиця Каталонії узгоджують процес між собою.
За Декларацію проголосувало 85 депутатів парламенту (63%) зі 133 присутніх (всього депутатів — 135), проти — 41, утрималися — 2.

## Повний текст Декларації в українському перекладі

### (Пропонується перенести до Вікіджерел)
Преамбула
Народ Каталонії, протягом усієї своєї історії, у демократичний спосіб виявляв бажання сам керувати своєю долею для того, щоб поліпшення відбувалися швидше, щоб поліпшувалися соціальні умови та були забезпечені рівні можливості для всіх громадян, а також для розвитку власної національної культури та своєї колективної ідентичності.
Також самоврядування Каталонії спирається на історичні права каталонського народу, його демократичні установи та власні правові традиції. Парламентаризм у Каталонії зародився ще у Середньовіччі, він бере свій початок від зібрань «Миру Божого» («Pax Dei»), які обмежували феодалів, та від станово-представницьких засідань під головуванням барселонських графів.
У XIV столітті було створено «Головну Раду» або Женералітат, що протягом XVI та XVII століть стає щораз впливовішим органом урядування у Князівстві Каталонія. Падіння Барселони у 1714 році в результаті програшу у Війні за іспанську спадщину призвело до того, що король Філіп V скасував громадянське право Каталонії та розпустив державні установи відповідно до свого декрету Нуева Планта.
Подібні історичні події відбувалися і на інших територіях, що визначило спільні з Каталонією їхні мовні, культурні, соціальні та економічні особливості. Спільною ж метою стало зміцнення та розвиток таких зв'язків, починаючи від їхнього усвідомлення і взаємного визнання.
Протягом усього XX століття каталонці постійно стверджували своє бажання самим керувати Каталонією. Створення «Співдружності Каталонії» у 1914 році стало першим кроком щодо відновлення самоврядування, але її було скасована диктатурою Прімо де Рівери. З проголошенням в Іспанії «Другої республіки», у 1931 році було створено каталонський уряд під назвою «Женералітат Каталонії», який ухвалив Статут (Конституцію) автономії.
Женералітат було знову скасовано у 1939 році генералом Франко, який встановив диктатуру до 1975 року. За часів диктатури народ і уряд Каталонії чинили активний опір. Однією з основних подій боротьби за свободу, було створення у 1971 році «Асамблеї Каталонії», яка мала діяти тимчасово, до відновлення Женералітату, що було здійснено у 1977 році, коли з вигнання повернувся голова уряду (або Президент Женералітату). У перехідний період від диктатури до демократії та в контексті нової Конституції Іспанії, ухваленої 1978 року, яка визначала принципи керування автономними областями, народ Каталонії схвалив на референдумі 1979 року Статут (Конституцію) автономної Каталонії та провів у 1980 році свої перші парламентські вибори до Парламенту Каталонії.
Протягом останніх років, для того, щоб зміцнити демократію, більшість політичних і громадських сил Каталонії розпочали заходи щодо впровадження змін до політичної та правової бази. Найостанніші зміни, а саме процес реформування Статуту (Конституції) автономної Каталонії, було ініційовано Парламентом у 2005 році. Незгоди, суперечки і відмовні рішення державних органів Іспанії, серед яких особливо варто відзначити рішення Конституційного суду Іспанії за номером 31/2010, вносять негативний чинник щодо демократичного розвитку колективної волі каталонського народу, що знаходиться у межах Іспанії, та створює можливість відкату назад у тім, що стосується самоврядування. Наразі чітко зрозуміло, що це стосується політичної, правової, фінансової, соціальної, культурної та мовної складових самоврядування.
У певному сенсі, народ Каталонії висловлював бажання подолати нинішню заблоковану ситуацію в Іспанії. Численні демонстрації, зокрема 10 липня 2010 року під гаслом «Ми — нація, нам вирішувати!», та демонстрація 11 вересня 2012 року під гаслом «Каталонія — нова європейська держава!», є висловом протесту каталонського суспільства щодо відсутності поваги до рішень народу Каталонії з боку Іспанії.
27 вересня 2012, відповідно до рішення номер 742/IX, Парламент Каталонії підтвердив необхідність того, щоб народ Каталонії зміг вільно та у демократичний спосіб визначати своє майбутнє через референдум. Останні парламентські вибори у Каталонії 25 листопада 2012 року підтвердили таке бажання у чіткий та недвозначний спосіб.
Для здійснення цього процесу, Парламент Каталонії X скликання, на своєму першому засіданні, представляючи волю громадянського суспільства Каталонії, що її було висловлено у демократичний спосіб під час останніх виборів, проголошує викладену нижче «Декларацію про суверенітет і право народу Каталонії на самовизначення».
Декларація про суверенітет і право народу Каталонії на самовизначення
Відповідно до волі більшості народу Каталонії, що її було висловлено у демократичний спосіб, Парламент Каталонії ухвалює розпочати процедуру, яка ефективно дозволить реалізувати право усіх громадян Каталонії — як чоловіків, так і жінок — ухвалювати рішення щодо свого політичного майбутнього як окремої громади, відповідно до викладених нижче принципів:
— Суверенітет. Народ Каталонії є носієм політичного та юридичного суверенітету, і це визначається принципами демократії.
— Відповідність демократичним принципам. Процедура здійснення права на самовизначення буде безумовно демократичною, особливо в тім, що стосується багатоваріантності відповідей та поваги до всіх думок, через обговорення та діалог в рамках каталонського суспільства для того, щоб висловлене остаточне рішення відповідало волі більшості народу, оскільки саме це гарантуватиме фундаментальне право на самовизначення.
— Прозорість. Уся необхідна інформація та знання будуть надані як населенню, так і громадянському суспільству Каталонії для того, щоб було здійснено право на самовизначення та заохотити участь у цьому процесі.
— Діалог. Буде налагоджено діалог та перемовини з Іспанією, європейськими структурами та всім міжнародним співтовариством.
— Соціальна згуртованість. Буде забезпечено соціальну та територіальну єдність країни, що неодноразово підтверджувалося каталонським суспільством — Каталонія має бути єдиною.
— Проєвропейський підхід. Захищатимуться та просуватимуться основоположні принципи Європейського Союзу, зокрема, основоположних прав людини та громадянина, стосовно демократії, щодо прагнення до благополуччя, солідарності між народами Європи та підтримки економічних, соціальних і культурних змін.
— Законність. Усі існуючі правові демократичні процедури для реалізації права на самовизначення буде використано.
— Провідна роль Парламенту. Парламент, як інституція, що представляє народ Каталонії, має провідну роль у цьому процесі і, отже, узгоджуватиме та уточнюватиме механізми та необхідні кроки для реалізації права на самовизначення.
— Участь. Парламент Каталонії і уряд Женералітату забезпечать активну участь у цьому процесі місцевих громад та максимально можливої кількості політичних сил, економічних та соціальних структур, громадських і культурних організацій у нашій країні, а також визначать механізми для забезпечення цього принципу.
Парламент Каталонії закликає усіх громадян — як чоловіків, так і жінок — бути активними учасниками цього демократичного процесу здійснення права на самовизначення народу Каталонії.
Палац Парламенту Каталонії, 23 січня 2013 року

## Повний текст Декларації в оригіналі
Preàmbul
El poble de Catalunya, al llarg de la seva història, ha manifestat democràticament la voluntat d'autogovernar-se, amb l'objectiu de millorar el progrés, el benestar i la igualtat d'oportunitats de tota la ciutadania, i per reforçar la cultura pròpia i la seva identitat col•lectiva.
L'autogovern de Catalunya es fonamenta també en els drets històrics del poble català, en les seves institucions seculars i en la tradició jurídica catalana. El parlamentarisme català té els seus fonaments en l'edat mitjana, amb les assemblees de Pau i Treva i de la Cort Comtal.
Al segle XIV es crea la Diputació del General o Generalitat, que va adquirint més autonomia fins a actuar, durant els segles XVI i XVII, com a govern del Principat de Catalunya. La caiguda de Barcelona el 1714, arran de la guerra de Successió, comportà que Felip V abolís amb el Decret de Nova Planta el dret públic català i les institucions d'autogovern.
Aquest itinerari històric ha estat compartit amb uns altres territoris, fet que ha configurat un espai comú lingüístic, cultural, social i econòmic, amb vocació de reforçar-lo i promoure'l des del reconeixement mutu.
Durant tot el segle XX la voluntat d'autogovernar-se de les catalanes i els catalans ha estat una constant. La creació de la Mancomunitat de Catalunya el 1914 suposà un primer pas en la recuperació de l'autogovern, que fou abolida per la dictadura de Primo de Rivera. Amb la proclamació de la Segona República espanyola es constituí un govern català el 1931 amb el nom de Generalitat de Catalunya, que es dotà d'un Estatut d'Autonomia.
La Generalitat fou de nou abolida el 1939 pel general Franco, que instaurà un règim dictatorial fins al 1975. La dictadura va comptar amb una resistència activa del poble i el govern de Catalunya. Una de les fites de la lluita per la llibertat és la creació de l'Assemblea de Catalunya l'any 1971, prèvia a la recuperació de la Generalitat, amb caràcter provisional, amb la tornada el 1977 del seu president a l'exili. En la transició democràtica, i en el context del nou sistema autonomista definit per la constitució espanyola del 1978, el poble de Catalunya aprovà mitjançant referèndum l'Estatut d'Autonomia de Catalunya el 1979, i celebrà les primeres eleccions al Parlament de Catalunya el 1980.
Els darrers anys, en la via de l'aprofundiment democràtic, una majoria de les forces polítiques i socials catalanes han impulsat mesures de transformació del marc polític i jurídic. La més recent, concretada en el procés de reforma de l'Estatut d'Autonomia de Catalunya iniciat pel parlament l'any 2005. Les dificultats i negatives de les institucions de l'estat espanyol, entre les quals cal destacar la sentència del Tribunal Constitucional 31/2010, comporten una negativa radical a l'evolució democràtica de les voluntats col•lectives del poble català dins l'estat espanyol i crea les bases per a una involució en l'autogovern, que avui s'expressa amb total claredat en els aspectes polítics, competencials, financers, socials, culturals i lingüístics.
D'unes quantes maneres, el poble de Catalunya ha expressat la voluntat de superar l'actual situació de bloqueig en el si de l'estat espanyol. Les manifestacions multitudinàries del 10 del juliol del 2010, amb el lema 'Som una nació, nosaltres decidim', i la de l'11de setembre del 2012, amb el lema 'Catalunya nou estat d'Europa', són expressió del rebuig de la ciutadania envers la manca de respecte a les decisions del poble de Catalunya.
Amb data 27 de setembre de 2012, mitjançant la resolució 742/IX, el Parlament de Catalunya constatà la necessitat que el poble de Catalunya pogués determinar lliurement i democràticament el seu futur col•lectiu mitjançant una consulta. Les darreres eleccions al Parlament de Catalunya del 25 de novembre de 2012 han expressat i confirmat aquesta voluntat de manera clara i inequívoca.
Per tal de portar a terme aquest procés, el Parlament de Catalunya, reunit en la primera sessió de la X legislatura, i en representació de la voluntat de la ciutadania de Catalunya expressada democràticament a les darreres eleccions, formula la següent declaració de sobirania i el dret de decidir del poble de Catalunya.
Declaració de sobirania i el dret de decidir del poble de Catalunya
D'acord amb la voluntat majoritària expressada democràticament pel poble de Catalunya, el Parlament de Catalunya acorda iniciar el procés per fer efectiu l'exercici del dret de decidir per tal que els ciutadans i les ciutadanes de Catalunya puguin decidir el seu futur polític col•lectiu, d'acord amb els principis següents:
— Sobirania. El poble de Catalunya té, per raons de legitimitat democràtica, caràcter de subjecte polític i jurídic sobirà.
— Legitimitat democràtica. El procés de l'exercici del dret de decidir serà escrupolosament democràtic, garantint especialment la pluralitat d'opcions i el respecte per totes, a través de la deliberació i el diàleg en el si de la societat catalana, amb l'objectiu que el pronunciament que en resulti sigui l'expressió majoritària de la voluntat popular, que serà el garant fonamental del dret de decidir.
— Transparència. Es facilitaran totes les eines necessàries perquè el conjunt de la població i la societat civil catalana tinguin tota la informació i el coneixement precís per a l'exercici del dret de decidir i se'n promogui la participació en el procés.
— Diàleg. Es dialogarà i es negociarà amb l'estat espanyol, les institucions europees i el conjunt de la comunitat internacional.
— Cohesió social. Es garantirà la cohesió social i territorial del país i la voluntat expressada moltes vegades per la societat catalana de mantenir Catalunya com un sol poble.
— Europeisme. Es defensaran i promouran els principis fundacionals de la Unió Europea, particularment els drets fonamentals dels ciutadans, la democràcia, el compromís amb l'estat del benestar, la solidaritat entre els pobles d'Europa i l'aposta pel progrés econòmic, social i cultural.
— Legalitat. S'utilitzaran tots els marcs legals existents per fer efectiu l'enfortiment democràtic i l'exercici del dret de decidir.
— Paper principal del parlament. El parlament, com a institució que representa el poble de Catalunya, té un paper principal en aquest procés i, per tant, s'hauran d'acordar i concretar els mecanismes i les dinàmiques de treball que garanteixin aquest principi.
— Participació. El Parlament de Catalunya i el Govern de la Generalitat han de fer partícips actius en tot aquest procés el món local, i el màxim nombre de forces polítiques, agents econòmics i socials, i entitats culturals i cíviques del nostre país, i concretar els mecanismes que garanteixin aquest principi.
El Parlament de Catalunya encoratja el conjunt de ciutadans i ciutadanes a ser actius i protagonistes d'aquest procés democràtic de l'exercici del dret de decidir del poble de Catalunya.
Palau del parlament, 23 de gener de 2013